# Dejan Nesovic
Dejan Nesovic (* 29. Mai 1995 in Wien) ist ein österreichischer Fußballspieler.

## Karriere
Nesovic begann seine Karriere beim Favoritner AC. 2007 wechselte er in die Jugend des First Vienna FC. 2012 kam er in die AKA Burgenland, in der er bis 2013 spielte.
Im Jänner 2014 wechselte er zum Regionalligisten ATSV Ober-Grafendorf. Sein Debüt in der Regionalliga gab er im März 2014, als er am 16. Spieltag der Saison 2013/14 gegen die Amateure des FC Admira Wacker Mödling in der Startelf stand. Zu Saisonende stieg er mit Ober-Grafendorf aus der Regionalliga ab.
Daraufhin wechselte er zur Saison 2014/15 zum Regionalligisten First Vienna FC, bei dem er bereits in seiner Jugend gespielt hatte. Im Jänner 2016 wechselte Nesovic zum Ligakonkurrenten SV Schwechat.
Nach einem halben Jahr bei Schwechat wechselte er im Sommer 2016 nach Serbien zum Erstligisten FK Radnik Surdulica. Für die Serben kam er in der Saison 2016/17 jedoch zu keinem Einsatz.
Zur Saison 2017/18 kehrte er nach Österreich zurück und schloss sich dem Regionalligisten SV Horn an. Mit Horn stieg er zu Saisonende in die 2. Liga auf. Sein Debüt in der zweithöchsten Spielklasse gab er im Juli 2018, als er am ersten Spieltag der Saison 2018/19 gegen den FC Liefering in der Startelf stand. Nach der Saison 2018/19 verließ er Horn. Nach einem halben Jahr ohne Verein hätte er im Februar 2020 zum Regionalligisten ASK-BSC Bruck/Leitha wechseln sollen. Allerdings wurde er zeitgleich vom viertklassigen SC Ritzing vorgestellt, der ihn auch beim Verband meldete. Für Ritzing kam er bis zum Saisonabbruch zu einem Einsatz. Zur Saison 2020/21 wechselte er zum Regionalligisten FC Marchfeld Donauauen. Im Marchfeld kam er zu acht Regionalligaeinsätzen.
Zur Saison 2021/22 wechselte er zum Ligakonkurrenten 1. Wiener Neustädter SC. Für Wiener Neustadt kam er zwölfmal zum Einsatz. Im Jänner 2022 schloss er sich dem viertklassigen SC-ESV Parndorf 1919 an. Zu einem Einsatz für den Verein kam es jedoch nicht, im März 2022 wurde er aufgrund eines Spielmanipulationsverdachts vom ÖFB suspendiert.
Nach Ablauf der Sperre kehrte er zur Saison 2022/23 nach Ritzing zurück, für das er fünfmal in der Burgenlandliga spielte. Im Jänner 2023 schloss er sich dem Regionalligisten ASV Siegendorf an.